# Аелије Гал
Аелије Гал је био римски префект Египта од 26. до 24. п. н. е. Првенствено је познат по катастрофалној експедицији коју је преузео подручју Арабија Феликс по наређењима Августа.

## Биографија
Аелије Гал је био други префект римског Египта (Аегиптус) за време владавине Августа током 26-24 п. н. е. Заменио је Корнелије Гал, са којим је често био мешан. Аелије Гал је био познат и као интимни пријатељ грчког географа Страбона и идентификован је са Аелијем Галом, често цитираним од стране Галена, за чије је савете наведено да су били искоришћени у његовој арапској експедици.
Експедиција на Арабију Феликс, о чему је извештавао његов пријатељ Страбон, као и Касије Дион и Плиније Старији показала се као потпуни неуспех. У тој експедицији, Страбон је споменуо Иласароса као управитеља Хадхрамаута у то доба.
Гал је преузео експедицију из Египта након заповести добијене од цара Августа, делом у циљу истраживања земље и њених становника, а делом ради закључивања уговора о пријатељству са тамошњим људима, или како би их потчинио ако би се којим сличајем супротставили Римљанима, јер се у то време веровало да је Арабија била пуна свих врста блага.
Када је Аелије Гал изашао са својом војском, веровтно под вођством Набатејца званог Силаеус, који га је преварио и навео на погрешан правац. Ицрпне извештаје ове експедиције кроз пустињу даје Страбон - који је већину својих информација о Арабији извукао од свог пријатеља Аелија Гала. Спаљивање сунца, лоша вода и жудња сваке ствари неопходне за живот, произвеле су болести међу војницима који су Римљанима биле потпуно непознате и уништиле већи део војске; тако да Арапи не само да нису били подређени, већ су успели да усмере Римљане чак и из оних делова земље које су раније имали. Аелије Гал је провео шест месеци на свом маршу у овој земљи, због издаје свог водича, док се удаљио за шестдесет дана, обавезан да се врати у Александрију, изгубио је већи део своје силе.
Аелије Гал је био опозван од стране Августа због свог неуспеха у смиривању Кушита и замењен је на месту префекта Гајом Петронијем, војним командантом и блиским пријатељем Аувгуста.